# Torgny Anderberg
Sten Viktor Torgny Anderberg, född 25 februari 1919 i Västra Vram i Skåne, död 6 november 2000 i Stockholm, var en svensk filmregissör och skådespelare.
Han var gift från 7 december 1945 till sin död med skådespelaren Marianne Anderberg. Torgny Anderberg är begravd på Skogskyrkogården i Stockholm.

## Filmografi (i urval)

### Som regissör
- 1954 – Anaconda
- 1955 – Den glade skomakaren
- 1956 – Lille Fridolf och jag
- 1959 – Fridolfs farliga ålder
- 1959 – Fly mej en greve
- 1960 – Goda vänner trogna grannar
- 1961 – Pärlemor
- 1963 – Villervalle i Söderhavet (TV-serie)
- 1963 – Sällskapslek
- 1968 – Komedi i Hägerskog
- 1968 – Villervalle i Söderhavet (film, egentligen en hopklippt version av TV-serien)
- 1974 – Rännstensungar
- 1976 – Djungeläventyret Campa, Campa
- 1990 – Tåg till himlen
- 1998 – Det finns bara en sol

### Som manusförfattare
- 1955 – Den glade skomakaren
- 1968 – Komedi i Hägerskog
- 1976 – Djungeläventyret Campa, Campa

### Som skådespelare
Torgny Anderberg medverkade som Martin Becks chef Stig Åke Malm i Mannen på taket.
Han medverkade också som Becks tidigare chef Evald Hammar i två filmer om Martin Beck från 1993.
- 1944 – Flickan och Djävulen
- 1944 – Skeppar Jansson
- 1945 – Rattens musketörer
- 1945 – Vandring med månen
- 1945 – Tre söner gick till flyget
- 1946 – Ödemarksprästen
- 1947 – Folket i Simlångsdalen
- 1947 – Ådalens poesi
- 1947 – Livet i Finnskogarna
- 1949 – Lång-Lasse i Delsbo
- 1949 – Hin och smålänningen
- 1950 – Rågens rike
- 1951 – Fröken Julie
- 1951 – Spöke på semester
- 1952 – När syrenerna blomma
- 1952 – Kalle Karlsson från Jularbo
- 1953 – Barabbas
- 1955 – Den glade skomakaren
- 1976 – Mannen på taket
- 1977 – Den allvarsamma leken
- 1978 – Frihetens murar
- 1980 – Dubbelstötarna
- 1980 – Mannen som blev miljonär
- 1993 – Brandbilen som försvann
- 1993 – Roseanna

## Radioteater
| År   | Roll   | Produktion                                         | Regi        |
| ---- | ------ | -------------------------------------------------- | ----------- |
| 1950 | Wiberg | Hillmans detektivbyrå: Naturlig död? Folke Mellvig | Lars Madsén |